# Ulim
Ulim – wieś w Polsce położona w województwie lubuskim, w powiecie gorzowskim, w gminie Deszczno.
W latach 1975–1998 miejscowość administracyjnie należała do województwa gorzowskiego.
Wieś połączona jest z Gorzowem Wielkopolskim liniami MZK.

## Zabytki
Do wojewódzkiego rejestru zabytków wpisany jest:
- kościół ewangelicki, obecnie rzym.-kat. par. pw. św. Andrzeja Boboli, z 1876 r.